# Ober-, Mittel- und Untersee in der Ville-Seenkette
Ober-, Mittel- und Untersee in der Ville-Seenkette este o arie protejată (arie specială de conservare — SAC, sit de importanță comunitară — SCI) din Germania întinsă pe o suprafață de 58,19 ha, integral pe uscat.

## Localizare
Centrul sitului Ober-, Mittel- und Untersee in der Ville-Seenkette este situat la coordonatele 50°48′51″N 6°51′04″E / 50.8142°N 6.8511°E.

## Înființare
Situl Ober-, Mittel- und Untersee in der Ville-Seenkette a fost declarat sit de importanță comunitară în martie 2001 pentru a proteja un număr necunoscut de specii din flora spontană și fauna sălbatică aflate în arealul zonei. Situl a fost protejat și ca arie specială de conservare în mai 2004.

## Biodiversitate
Situată în ecoregiunea atlantică, aria protejată conține 1 habitat natural: Ape puternic oligomezotrofe cu vegetație bentonică cu Chara spp..
La baza desemnării sitului se află un număr nedeclarat de specii protejate.